# 하우트립데이크

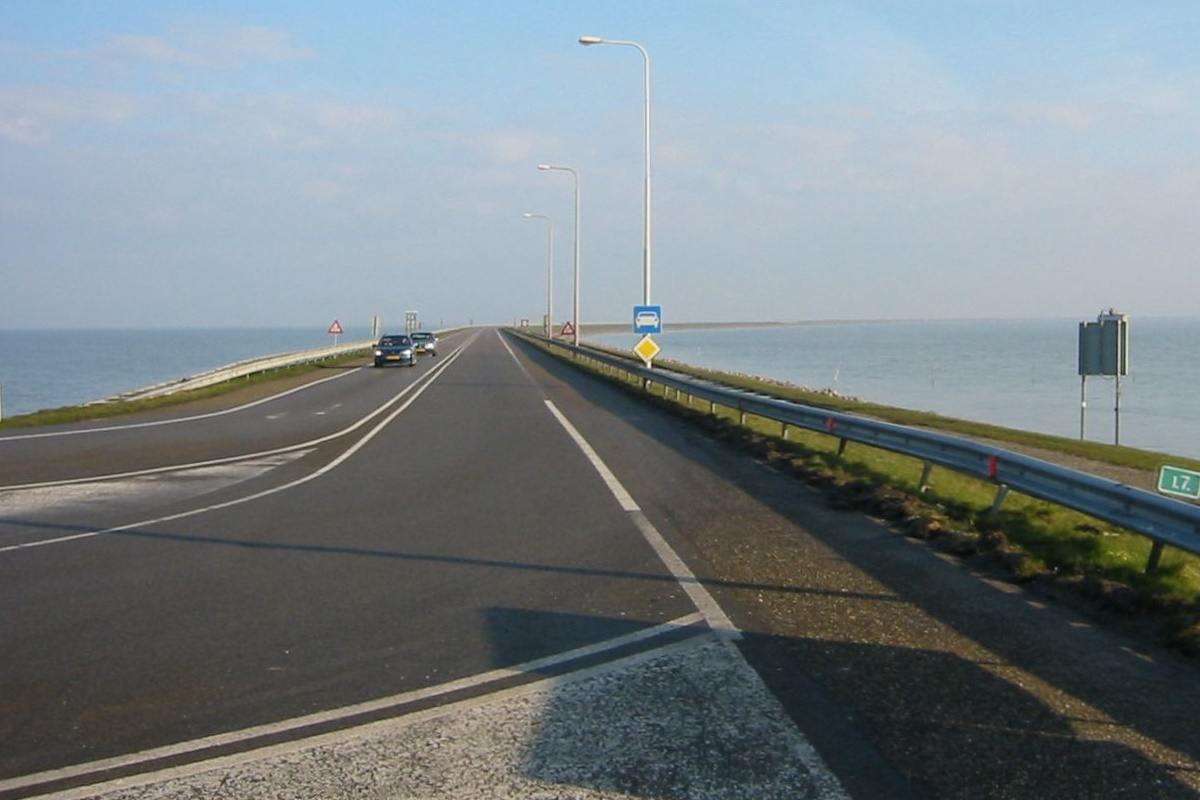
하우트립데이크

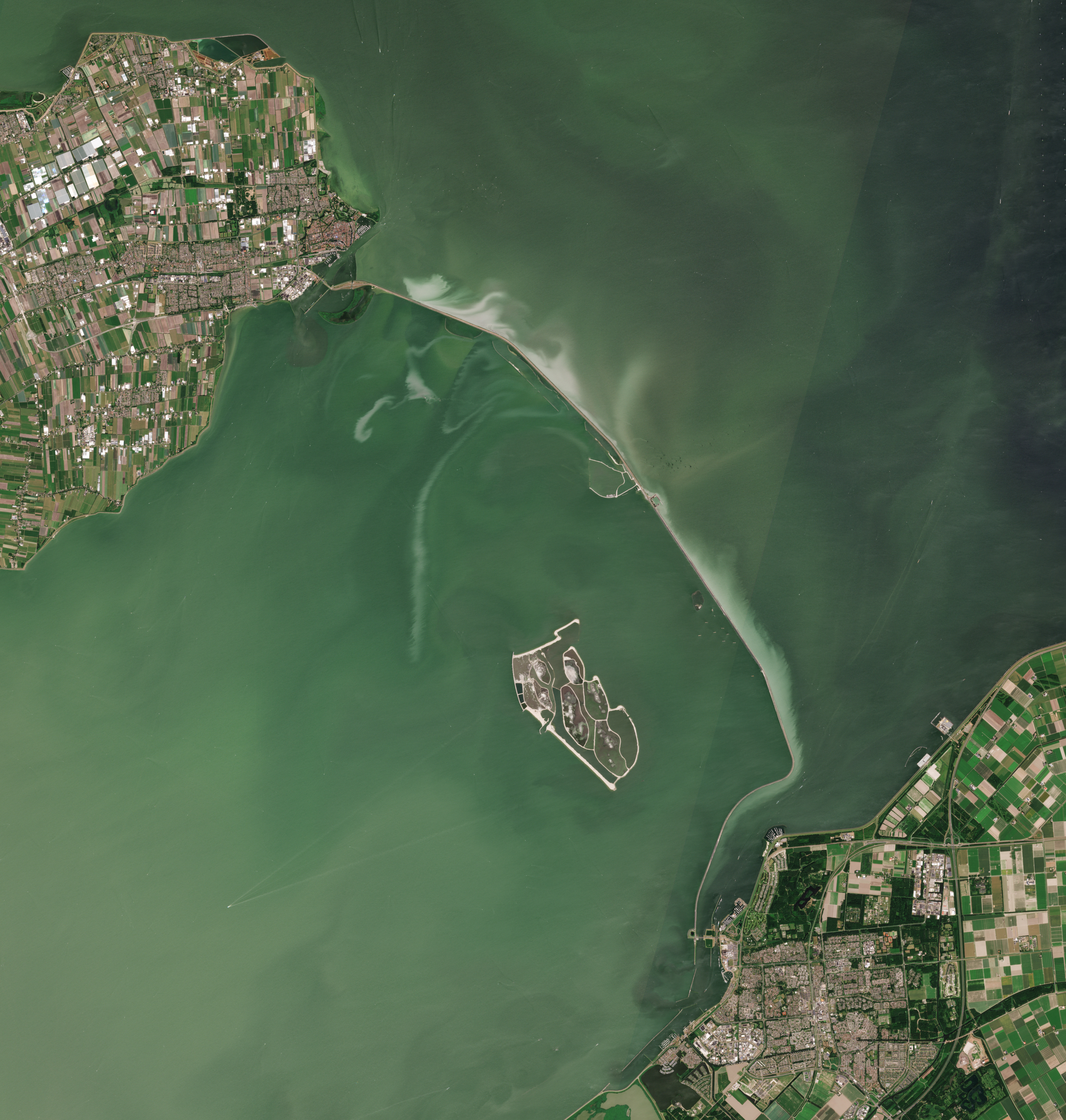
하우트립데이크

하우트립데이크(네덜란드어: Houtribdijk)는 네덜란드 플레볼란트주, 노르트홀란트주 사이에 걸쳐 있는 제방이자 댐으로 길이는 30km, 너비는 68m이다.
1963년부터 1976년 사이에 진행된 자위더르 간척 사업의 일환에 따라 건설되었으며 플레볼란트 주 렐리스타트와 노르트홀란트 주 엥크하위전을 연결한다. 서쪽으로는 마르커르호, 동쪽으로는 에이설호와 접한다.